# Henri Le Secq
Henri Le Secq (18. srpna 1818, Paříž – 26. prosince 1882, Paříž) byl francouzský malíř a průkopník fotografie.
V roce 1851 byl Le Secq jedním z pěti vybraných fotografů (Gustave Le Gray, Auguste Mestral, Édouard Baldus, Hippolyte Bayard a Henri Le Secq), kteří dostali zakázku nazvanou Mission héliographique. Jejich úkolem bylo vytvoření fotografické dokumentace francouzské architektury vyhlášené vládní organizací Úřad historických památek (Commission des Monuments Historiques).

## Galerie

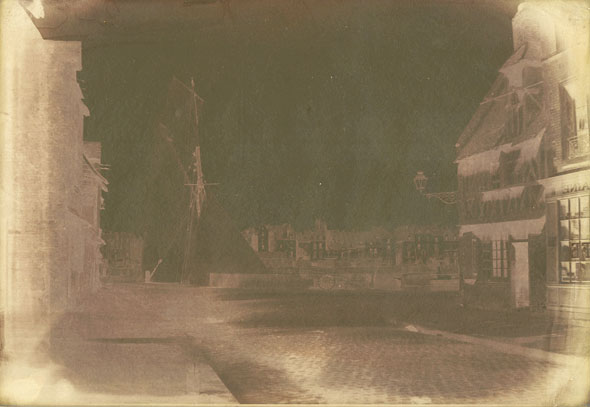
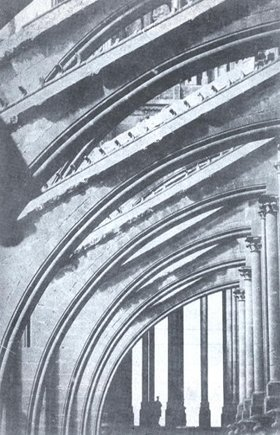
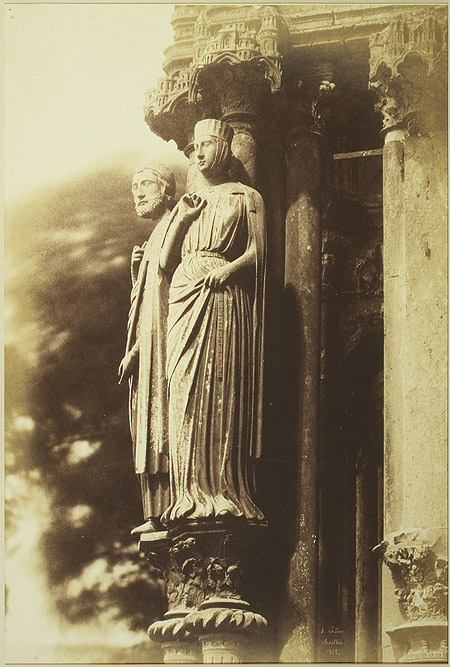
Sochy severního portálu katedrály v Chartres, 1852
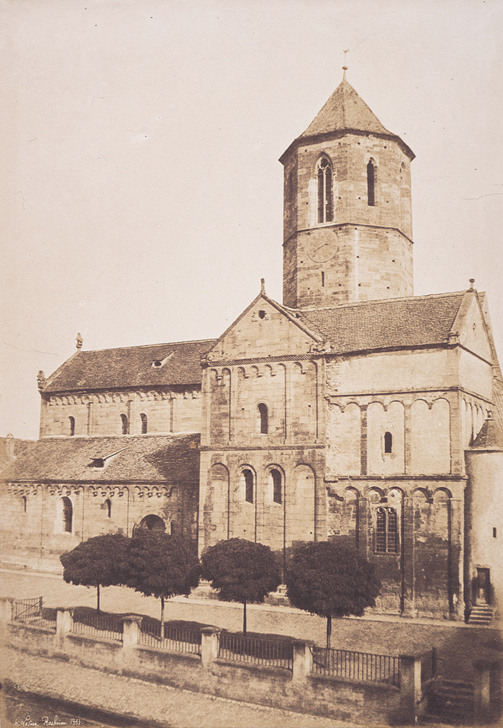
Kostel v Rosheimu, 1851
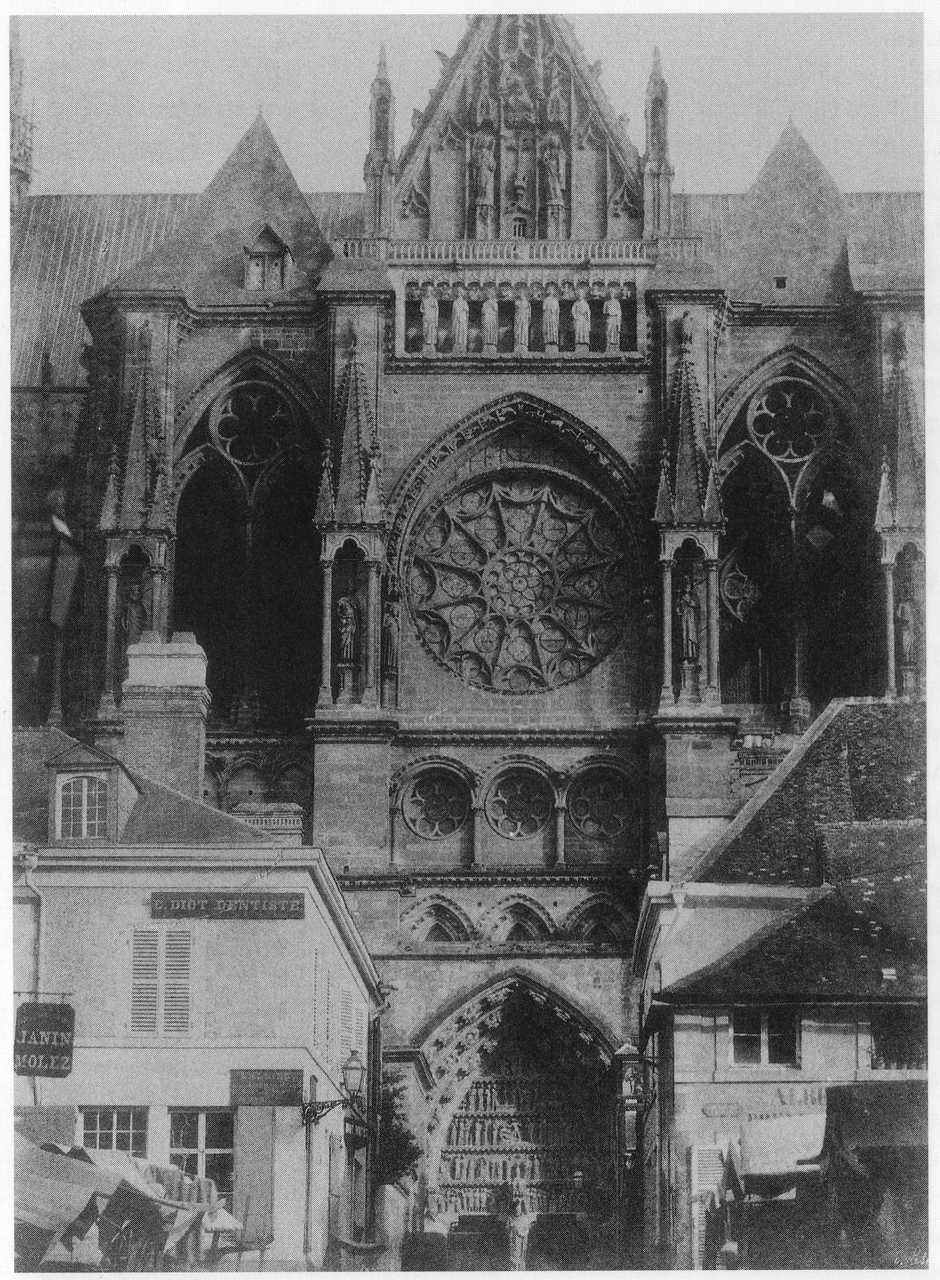
Katedrála Notre Dame (Remeš) ze severní strany
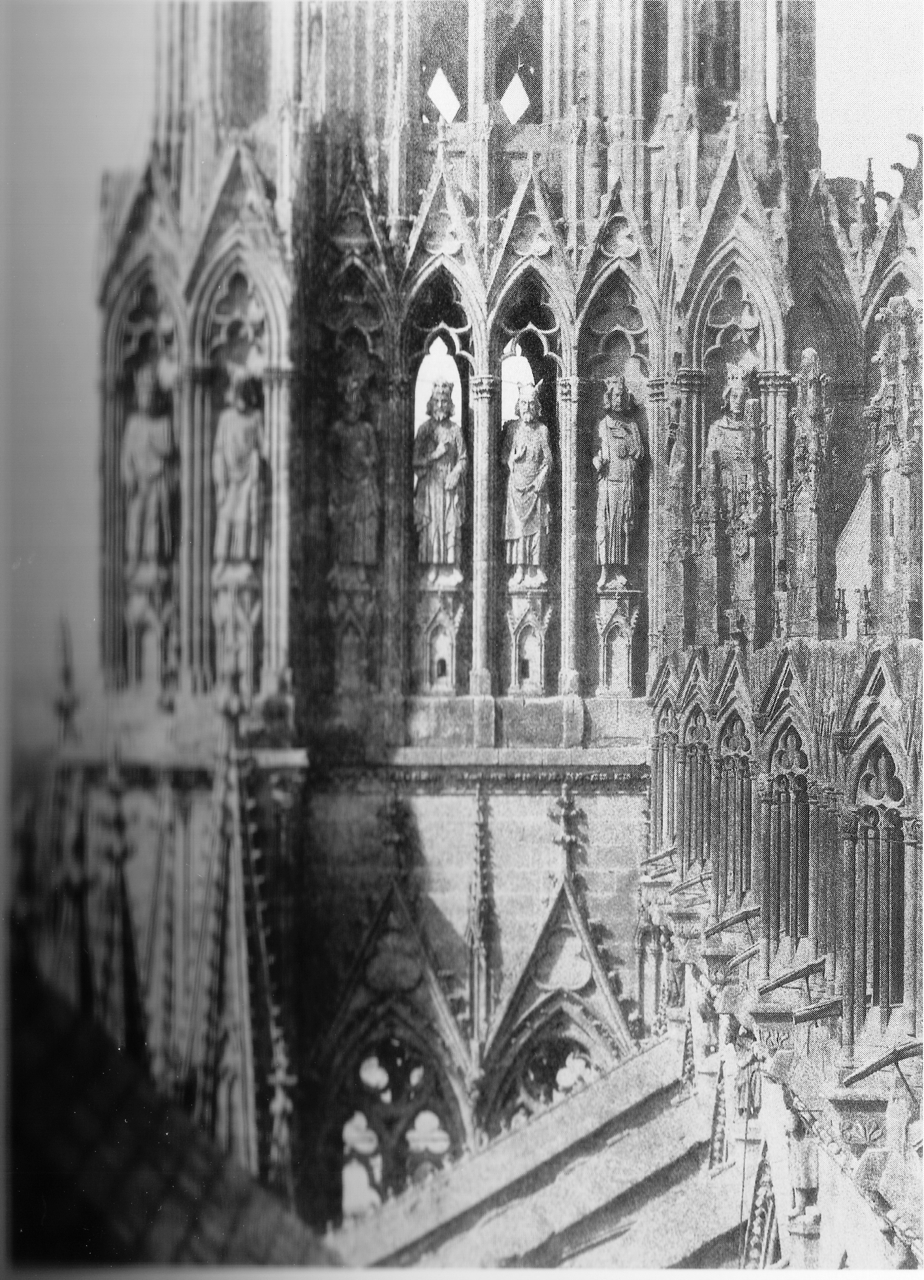
Katedrála Notre Dame v Remeši z jihozápadu